# NGC 539
NGC 539 sau NGC 563 este o galaxie spirală situată în constelația Balena. A fost descoperită în 31 octombrie 1885 de către Francis Leavenworth.